# Makatea

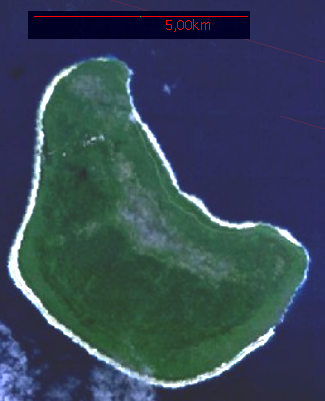
Imagem de satélite de Makatea.

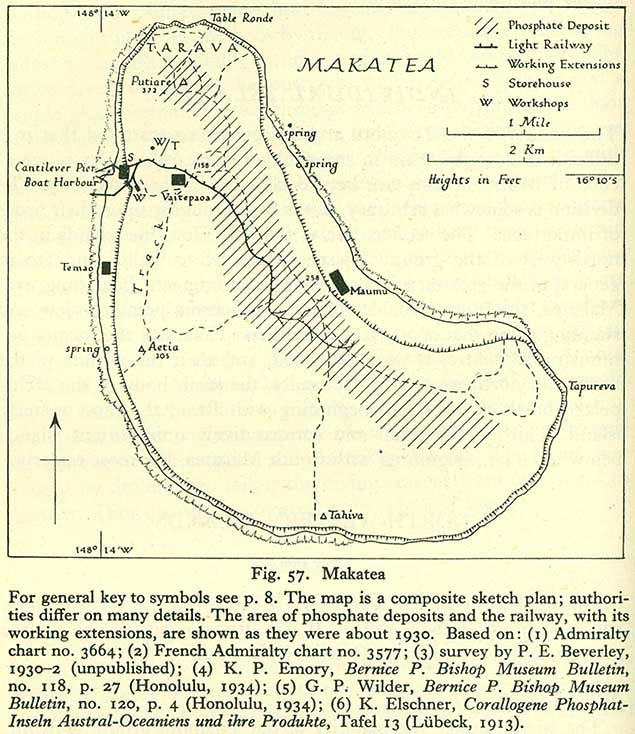
Mapa de Makatea.

Makatea, ou Mangaia-te-vai-tamae é um atol elevado do Arquipélago de Tuamotu, na Polinésia Francesa. Administrativamente é uma comuna associada à comuna de Rangiroa. Está situada a noroeste do arquipélago, a 230 km a nordeste de Tahiti e a 82 km de Rangiroa.
É uma das poucas ilhas das Tuamotu que não é um atol. É uma plataforma elevada de coral a 80 m sobre o nível do mar, de 7,5 km de comprimento e 7 km de largura. A área total é de 24 km². O guano das aves marinhas encheu a laguna formando, com o coral calcário, uma areia fosfatada. O fosfato foi explorado desde 1917 até se acabar em 1966.
A povoação principal é Moumu, com 84 habitantes no censo de 1996. A atividade principal é a agricultura, a produção de copra e o comércio de caranguejos-dos-coqueiros. Nesta ilha estão os raros restos da única via férrea da Polinésia, hoje abandonada.
Antigamente era denominada Papa Tea, que quer dizer «rocha branca». Foi descoberta em 1722 pelo neerlandês Jakob Roggeveen, que a chamou Recriação. Também se conheceu sob o nome de ilha de Roggeveen.